# Dead End Finland
Dead End Finland ist eine finnische Melodic-Death-Metal-Band aus Helsinki, die 2007 unter dem Namen Dead End gegründet wurde.

## Geschichte
Die Band wurde im Jahr 2007 unter dem Namen Dead End gegründet. Die Besetzung besteht aus dem Sänger Mikko Virtanen, dem Bassisten und Gitarristen Santtu Rosén, dem Schlagzeuger Miska Rajasuo und dem Keyboarder Jarno Hänninen und ist seit der Gründung unverändert. 2011 erschien das Debütalbum Stain of Disgrace in Eigenveröffentlichung. Nachdem die Gruppe 2012 einen Plattenvertrag bei Inverse Records unterzeichnet hatte, wurde hierüber im selben Jahr das Debütalbum wiederveröffentlicht. 2013 sowie 2016 erschienen bei diesem Label die nächsten beiden Alben Season of Withering und Slaves to the Greed.

## Stil
Stephan Möller von Metal.de schrieb in seiner Rezension zu Stain of Disgrace, dass hierauf moderner Melodic Death Metal mit Keyboards und poppigen Refrains zu hören ist, der sich stark an Soilwork orientiere, wie es auch bei Gruppen wie Sonic Syndicate bzw. The Unguided der Fall sei. Besonders der verwendete Klargesang höre sich fast genau so an wie der von Soilwork. Die Musik machte auf Möller einen kalkulierten und wenig originellen Eindruck. Gelegentlich höre er auch ein paar Parallelen zu Insomnium heraus. Natalie Humphries von soundscapemagazine.com ordnete Season of Withering auch dem Melodic Death Metal zu, wobei ihr besonders der Umschwung von melodischen (durch Synthesizer unterlegten) und roheren Elementen auffiel. Die Songs seien meist ein Wechsel von harten Strophen und eingängigen weicheren Refrains. Marcos „Big Daddy“ Garcia von metal-temple.com befand, dass Slaves to the Greed eine Form des Melodic Death Metal bietet, die modern und „heavy“ sei und in der man Einflüsse von Amorphis, Sentenced in ihren ruhigeren Momenten, Soilwork, Meshuggah und In Flames erkennen könne. Die Musik sei angereichert von Melodien, gelegentlichem Klargesang, Keyboardpassagen und Tempowechseln.

## Diskografie
- 2011: Stain of Disgrace (Album, Eigenveröffentlichung)
- 2013: Season of Withering (Album, Inverse Records)
- 2016: Slaves to the Greed (Album, Inverse Records)
- 2018: Lifelong Tragedy (Single, Inverse Records)
- 2018: Closer to Extinction (Single, Inverse Records)